# برج رتک
برج رتک مربوط به سده‌های ۱۰ تا ۱۳ - دوره صفوی است و در شهرستان کوهبنان، بخش مرکزی، دهستان خرمدشت، روستای رتک واقع شده و این اثر در تاریخ ۱۸ اسفند ۱۳۸۷ با شمارهٔ ثبت ۲۵۳۰۲ به‌عنوان یکی از آثار ملی ایران به ثبت رسیده است.